# Mandarinia dilatior
Mandarinia dilatior är en fjärilsart som beskrevs av Clayton Dissinger Mell 1923. Mandarinia dilatior ingår i släktet Mandarinia och familjen praktfjärilar. Inga underarter finns listade i Catalogue of Life.